# WASP-117 b
WASP-117 b — экзопланета (газовый гигант) обращающаяся вокруг звезды WASP-117 в созвездии Эридана. Является единственным подтверждённым планетным объектом в этой системе. Находится на расстоянии 157 парсек от Солнца.
Родительская звезда спектрального класса F9V имеет массу 1,126 M☉, радиус — 1,17 R☉.
Масса планеты составляет 0,2755 MJ (87,47 M⊕), радиус — 1,021 RJ.